# Tunng

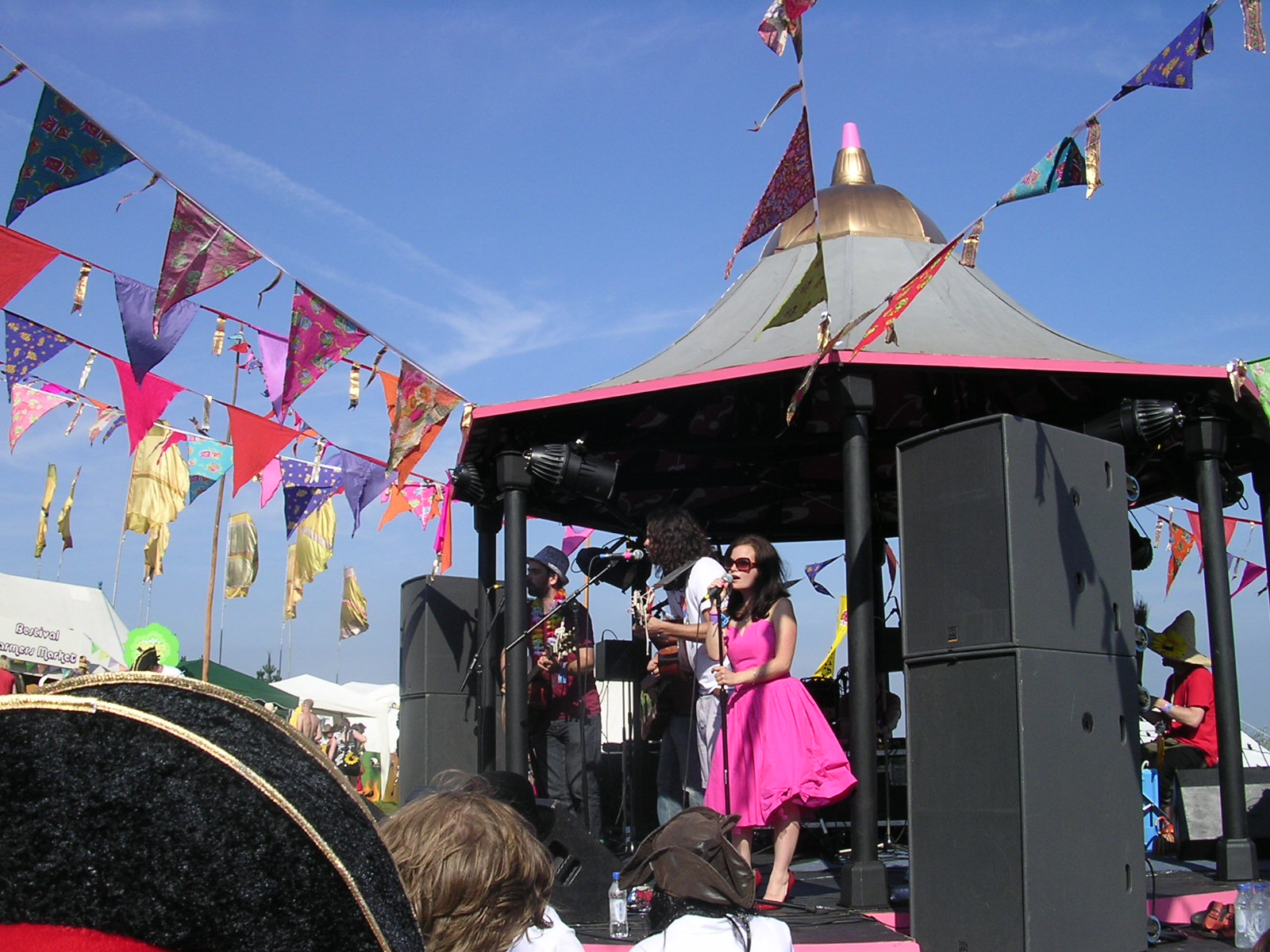
Tunng vid Bestival 2007 på Isle of Wight.

Tunng är ett brittiskt indie/folkband, bildat i London 2003. Bandets stil kännetecknas av mixen mellan traditionell folkmusik och electronica. Recensenter, som ofta haft svårt att kategorisera bandets musik, har därför kallat den alltifrån future folk till folktronica. Bandets två ursprungliga medlemmar, Sam Genders och Mike Lindsay började sin musikaliska karriär med att skriva musik till mjukpornografiska filmer.
Efter att ha släppt en handfull singlar gavs debutalbumet This Is...Tunng: Mother's Daughter and Other Songs ut 2005. Allmusic gav skivan 3,5/5 medan Pitchfork gav poängen 6,5/10.
Året efter, 2006, kom uppföljaren Comments of the Inner Chorus. Albumet mottogs väl av Pitchfork och Allmusic. Låten "Jenny Again" användes i en TV-reklam av NSPCC. 2007 släpptes gruppens tredje album, Good Arrows. Även den fick ett gott mottagande.
I april 2010 kom gruppens fjärde album, And Then We Saw Land. Inför skivan hade gruppens ena ursprungsmedlem, Sam Genders, lämnat bandet. Skivan fick ett blandat mottagande.

## Diskografi

### Album
- 2005 – This Is...Tunng: Mother's Daughter and Other Songs
- 2006 – Comments of the Inner Chorus
- 2007 – Good Arrows
- 2010 – ...And Then We Saw Land
- 2011 – This is Tunng... Live From The BBC
- 2013 – Turbines

### Singlar
- 2004 – "Tale from Black"
- 2004 – "The Maypole Song"
- 2005 – "People Folk" (Remixed by Dollboy
- 2005 – "Magpie Bites"
- 2006 – "The Pioneers" (Bloc Party cover)
- 2006 – "Woodcat"
- 2006 – "Jenny Again"
- 2006 – "It's Because...We've Got Hair"
- 2007 – "Bricks"
- 2007 – "Bullets"
- 2010 – "Hustle"
- 2010 – "Sashimi"
- 2010 – "Don't Look Down Or Back"
- 2018 – "Flatland"
- 2018 – "ABOP"